# Melolontha weyersi
Melolontha weyersi är en skalbaggsart som beskrevs av Brenske 1900. Melolontha weyersi ingår i släktet Melolontha och familjen Melolonthidae. Inga underarter finns listade i Catalogue of Life.